# Ліси півночі Центральних Скелястих гір
Ліси півночі Центральних Скелястих гір (ідентифікатор WWF: NA0518) — неарктичний екорегіон хвойних лісів помірної зони, розташований в Скелястих горах на заході Канади та США.

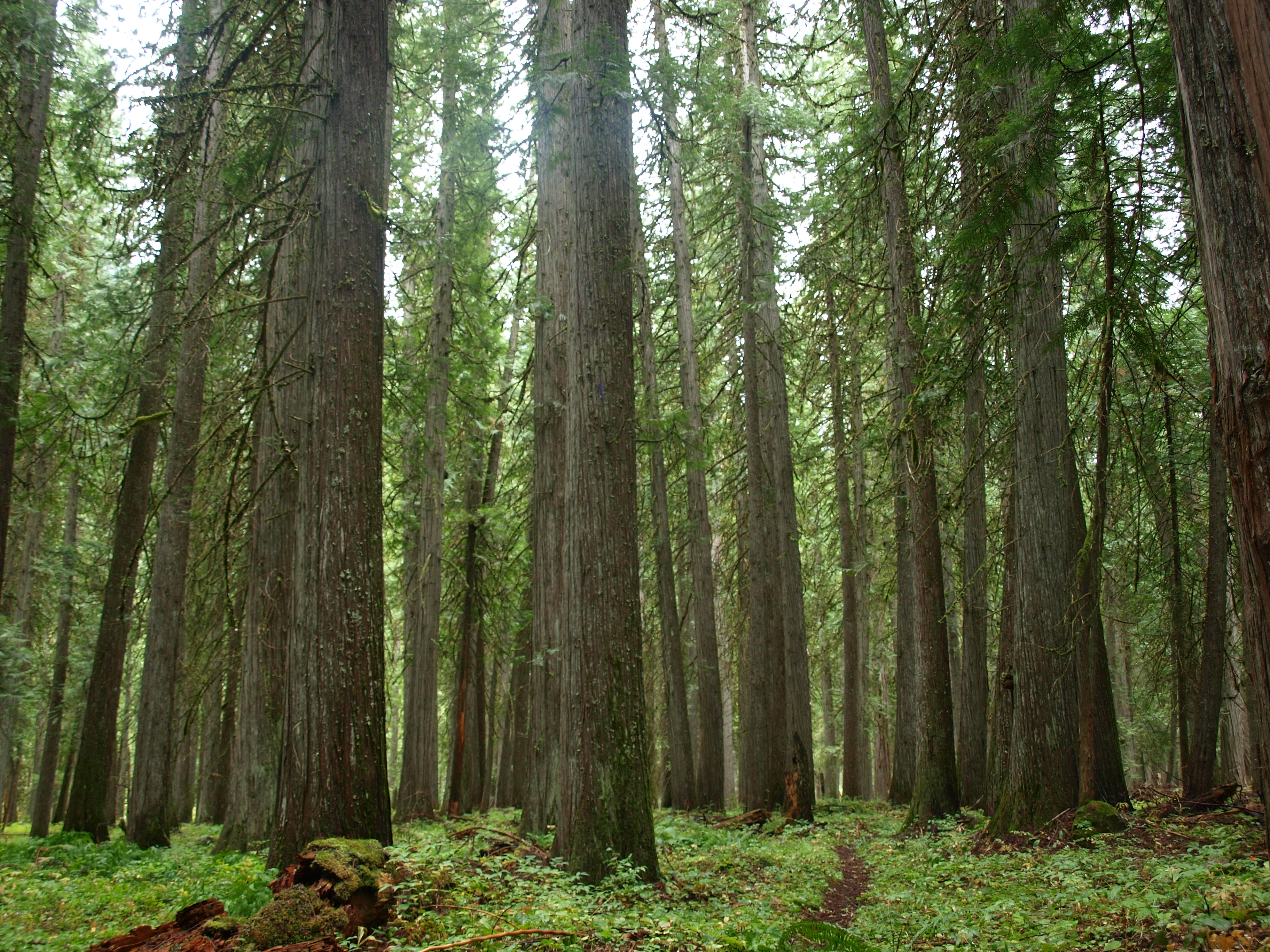
Помірний дощовий ліс в горах Айдахо

## Географія
Екорегіон лісів півночі Центральних Скелястих гір простягається майже на 1000 км з півночі на південь, від південого сходу Британської Колумбії та крайнього південного заходу Альберти до крайнього північного заходу Вашингтона, півночі Айдахо та північного заходу Монтани. Більшу частину регіону займають гори Колумбія, які складаються з чотирьох основних гірських хребтів: Карибу, Монаші, Селкірк та Перселл. На схід і південь від них, за широкою тектонічною долиною Жолоба Скелястих гір, простягаються гори Парк, Кутеней, Кабінет, Саліш, Біттеррут та Льюїс. Всі вони є частиною Скелястих гір, що складають східний пояс Північноамериканських Кордильєр.
Скелясті гірські вершини екорегіону, вкриті льодовиками, підіймаються на висоту понад 3000 м над рівнем моря. Найвищою вершиною Канадських Скелястих гір є гора Робсон висотою 3954 м, розташована на сході Британської Колумбії. З геологічної точки зору основу регіону складають палеозойські і мезозойські осадові, магматичні та метаморфічні породи. Гірські льодовики сформували великі долини та заповнили їх водно-льодовиковими та моренними відкладами. В горах регіону беруть свій початок річки Фрейзер та Колумбія, які течуть на південний захід і впадають в Тихий океан.
На заході екорегіон переходить у хвойні ліси Фрейзерського плато та басейну та у сухі ліси Оканагану, на півночі — у гірські ліси Центральної Британської Колумбії, на сході — у гірські ліси Альберти та у луки долин і передгір'їв Монтани, на південному заході — у палуські прерії, а на півдні — у ліси півдня Центральних Скелястих гір.

## Клімат
Внаслідок значного широтного діапазону та ефекту дощової тіні в межах екорегіону спостерігаються різні типи клімату. Загалом клімат екорегіону більш вологий, ніж клімат передгір'їв та плато, розташованих на захід і схід від нього, та більш теплий, ніж клімат Північних Скелястих гір. Долини характеризуються теплим дощовим літом та м'якою сніжною зимою, а субальпійські гірські схили — прохолодним дощовим літом з частими заморозками та морозною сніжною зимою. У районах на захід від Континентального вододілу випадає більше опадів та відчувається вплив Тихого океану, тоді як в районах на схід від нього клімат більш сухий і континентальний.
В канадській частині екорегіону середньорічна температура коливається від 3,5 °C на сході до 5,5 °C на заході. Середня літня температура коливається від 12,5 °C до 14,5 °C, а середня зимова температура — від -3,5°C до -6,5 °C. Середньорічна кількість опадів коливається від 500-800 мм в долинах до понад 1000 мм на великих висотах. На південному сході екорегіону взимку часто дме теплий вітер чинук. У деяких високогірних районах трапляються ізольовані ділянки багаторічної мерзлоти.

## Флора
Основними рослинними угрупованнями екорегіону є гірські хвойні ліси, видовий склад яких відображає вплив вологих повітряних мас, що надходять з Тихого океану. 
На навітряних схилах Колумбійських та Скелястих гір ростуть помірні дощові ліси, подібні до тих, що зустрічаються в Каскадних горах та Берегових хребтах. Основу цих лісів складають західні тсуґи (Tsuga heterophylla), велетенські туї (Thuja plicata), коротколисті тиси (Taxus brevifolia) та західні модрини (Larix occidentalis), які переважно відсутні в інших частинах Скелястих гір. В лісах Північного Айдахо також зустрічаються велетенські ялиці (Abies grandis) та червоні вільхи (Alnus rubra). Дерева у дощових лісах екорегіону вкриті численними мохами, лишайниками та іншими епіфітами, зокрема короткозвислою трижилкою (Antitrichia curtipendula). Близько 40 % лишайників, поширених у дощових лісах на тихоокеанському узбережжі, також зустрічаються у дощових лісах Скелястих гір.
У більш сухих хвойних лісах переважають скручені сосни (Pinus contorta), тисолисті дуґласії (Pseudotsuga menziesii var. glauca), жовті сосни (Pinus ponderosa), субальпійські ялиці (Abies lasiocarpa) та сизі ялини (Picea glauca), подекуди також західні білі сосни (Pinus monticola) та західні модрини (Larix occidentalis). Основу субальпійських лісів складають ялини Енгельмана (Picea engelmannii) та субальпійські ялиці (Abies lasiocarpa), а також скручені сосни (Pinus contorta), які переважають на місцях нещодавніх пожеж. У високогірних районах поширені альпійські луки.

## Фауна
В межах екорегіону зустрічається 79 видів ссавців та близько 220 видів птахів. Серед поширених в екорегіоні ссавців слід відзначити єллоустоунського лося (Alces alces shirasi), лісового карибу (Rangifer tarandus caribou), гірського вапіті (Cervus canadensis nelsoni), чорнохвостого оленя (Odocoileus hemionus), білохвостого оленя (Odocoileus virginianus), американського зайця (Lepus americanus), північну літягу (Glaucomys sabrinus), червону вивірку (Tamiasciurus hudsonicus), канадського голкошерста (Erethizon dorsatum), соснового бурундука (Neotamias amoenus), сивого бабака (Marmota caligata), американську пискуху (Ochotona princeps), золотистого ховраха (Callospermophilus lateralis), колумбійського ховраха (Urocitellus columbianus), гірську мідицю (Sorex monticolus), північноамериканську водяну полівку (Microtus richardsoni) та майже ендемічного рудохвостого бурундука (Neotamias ruficaudus). Серед великих хижаків, поширених в регіоні, слід відзначити гризлі (Ursus arctos horribilis), барибала (Ursus americanus), північноамериканську пуму (Puma concolor couguar), канадську рись (Lynx canadensis), руду рись (Lynx rufus) та вовка (Canis lupus irremotus), а серед дрібніших хижих ссавців — койота (Canis latrans), звичайну лисицю (Vulpes vulpes), звичайну росомаху (Gulo gulo), ільку (Pekania pennanti), американську куницю (Martes americana), американського горностая (Mustela richardsonii), смугастого скунса (Mephitis mephitis) та американського борсука (Taxidea taxus). У високогір'ях регіону зустрічаються товстороги (Ovis canadensis) та снігові кози (Oreamnos americanus), а на берегах річок — канадські бобри (Castor canadensis), канадські видри (Lontra canadensis), річкові візони (Neogale vison) та болотяні ондатри (Ondatra zibethicus). 
Серед поширених в екорегіоні птахів слід відзначити білохвосту куріпку (Lagopus leucura), канадську дикушу (Canachites canadensis), американського орябка (Bonasa umbellus), манітобського тетерука (Tympanuchus phasianellus), жовтобрового тетерука (Dendragapus obscurus), каменярку (Histrionicus histrionicus), беркута (Aquila chrysaetos), бородату сову (Strix nebulosa), каліфорнійського сичика-горобця (Glaucidium californicum), білочеревого дятла-смоктуна (Sphyrapicus nuchalis), рожевочереву гілу (Melanerpes lewis), вогнистого колібрі-крихітку (Selasphorus rufus), каліопу (Selasphorus calliope), американську горіхівку (Nucifraga columbiana), чорноголову сизойку (Cyanocitta stelleri), канадського повзика (Sitta canadensis), сірого пронурка (Cinclus mexicanus), кордильєрського волоочка (Troglodytes pacificus), гірську гаїчку (Poecile gambeli), ялинового піві-малюка (Empidonax hammondii), західного піві-малюка (Empidonax difficilis), чагарникового піві-малюка (Empidonax oberholseri), західного пісняра-лісовика (Setophaga townsendi), рожевоволу чечевицю (Haemorhous cassinii), жовтобрового кіпаля (Hesperiphona vespertina), ялинового шишкаря (Loxia curvirostra) та сивоголового катуньчика (Leucosticte tephrocotis).

## Збереження
Близько 16,3 % площі екорегіону є заповідними територіями. Природоохоронні території включають: Національний парк Глейшер, Національний ліс Флатхед та Природний комплекс імені Боба Маршалла в Монтані, Природна зона Селвей-Біттеррут в Айдахо, Національний парк Його та Національний парк Кутеней в Британській Колумбії, а також Національний парк Вотертон-Лейкс в Альберті.